# 祇園交通
祇園交通株式会社（ぎおんこうつう）は、広島市安佐南区に本社を置くタクシー会社である。一般タクシー、観光タクシー、ハイヤーーの事業がある。

## 本社
広島県広島市安佐南区山本3丁目8-14

## 車両
一般タクシー（コンフォート、ジャパンタクシー）
ハイヤー（アルファード）